# Acord francoarmeni de 1916
L'acord francoarmeni del 27 d'octubre de 1916 va ser l'acord polític i miliar en ralació al suport del moviment d'alliberació nacional armeni per part dels aliats durant la Primera Guerra Mundial.

## Detalls
L'acord es fa informar a Talt Pasha de l'Imperi Otomà i es va trobar una còpia als arxius otomans. Les negociacions van ser conduïdes per Boghos Nubar d'Armènia però van ser iniciades pel Ministeri d'Afers Exteriors de França. El Ministre d'Afers Exteriors francès, Aristide Briand, va veure l'oportunitat de proveir tropes sota el compromís fet per França als Acords de Sykes-Picot, que encara eren secrets. Els líders armenis també es van trobar amb Sir Mark Sykes i Georges Picot. El suport francès s'anomenaria Legió armènia-francesa i es va planificar per ser comandada pel general Edmund Allenby. Tot i així, com una extensió de l'acord original, els armenis van lluitar a Palestina, Síria. Finalment, després de l'Armistici de Mudros a Cilícia, va portar menys d'un mes per prendre la decisió d'establir la legió armènia, el 15 de novembre de 1916 a París. El suport va guanyar el beneplàcit del govern de Clemenceau i els seus aliats de l'Entente.
Les parts van acordar el següent:
- L'objectiu de crear la legió era permetre la contribució armènia a l'alliberament de la regió de Cilícia de l'Imperi Otomà i ajudar-los a realitzar les seves aspiracions nacionals de crear un estat a aquella regió.
- La legió sols podia lluitar a l'Imperi Otomà i sols a Cilícia.
- La legió havia de convertir-se en el nucli d'un futur exèrcit armeni.